# Gruppo Stanza
Il Gruppo Stanza è stato un gruppo di artisti italiano, composto da Graziano Braschi, Berlinghiero Buonarroti, Brunetto Buonarroti, Paolo della Bella, Aroldo Marinai e Franco Marinai, attivo fra il 1967 e il 1970 con sede a Compiobbi, che ha operato nell'ambito della vignetta umoristica, della satira politica, della serigrafia manuale e della fotografia artistica.
Hanno realizzato stampe in serigrafia manuale di vari artisti italiani fra cui: Vinicio Berti, Antonio Bueno, Ernesto Treccani, Luca Alinari, Lorenzo Tornabuoni, Tono Zancanaro, Mohamed Melehi, Arturo Puliti, Sirio Midollini, Leonardo Cremonini.
Il gruppo si presenta a inizio primavera 1968 col semplice nome di Stanza avendo in progetto di fare umorismo e cercando  contatti con umoristi italiani ed esteri «perché stiamo preparando una rivistina con un numero limitato di copie (100) per specialisti dell'umorismo grafico».
Alcuni componenti del gruppo (Graziano Braschi, Berlinghiero Buonarroti e Paolo della Bella) nell'aprile 1971 hanno fondato la rivista Ca Balà, diventandone i redattori storici; per questo si ritene la rivista storicamente legata al gruppo.

## Opere principali

### 1967
- Note per il Manifesto del Neo-Futurismo[6], ed. Libreria Ed. Feltrinelli Firenze, edizione limitata a 150 copie numerate stampate interamente in serigrafia col sistema manuale dal Gruppo Stanza, Compiobbi, Firenze, il 14 ottobre 1967, p. 24 n.n.

### 1968
- Settantuno, libro d'artista - o libro-oggetto[2] - di 108 pagine “in folio”, in 97 copie numerate, stampato dal Gruppo Stanza il 23 settembre 1968 in serigrafia manuale di 284 colori. Edizioni Stanza, a cura della Galleria d'arte moderna Il Ponte, S. Giovanni Valdarno (Arezzo). Prefazione " Il dinosauro ha cantato” di H.M. (Graziano Braschi).

### 1969
- Settantadue. Bollettino interno del Gruppo “Stanza”. Stampato in serigrafia manuale il 10 maggio 1969, p. 30 n.n. Scritti di Umberto Eco, Gruppo Stanza, Babeuf (Graziano Braschi), con un'intervista alla TV a Saul Steinberg. Disegni di Graziano Braschi, Berlinghiero Buonarroti, Paolo della Bella, Saul Steinberg, Roland Topor e Chago ( Santiago Armada ).
- Settantatré. Underground di umorismo grafico. Stampato in serigrafia manuale nell'agosto 1969, p. 24. Sommario: Cerberi e viandanti (appunti operativi del Gruppo Stanza sul multiplo); L'arte e l'artista (Gruppo Stanza); Note sull'umorismo (Gruppo Stanza); Bizarre, Dessins inavouables (Babeuf: Graziano Braschi); Dada e neo-dada: Analisi di un movimento”contestatore” (Gustavo Bertoli). Disegni di: Jean-Maurice Bosc, Graziano Braschi, Berlinghiero Buonarroti, Paolo della Bella, Jean-Michel Folon, André François. Editore: Gruppo Stanza.
- Inserto autoprodotto dal Gruppo Stanza (disegni di Graziano Braschi, Berlinghiero Buonarroti, Paolo della Bella) di 9 pagine, testo in italiano e in inglese, in Tèchne, rivista diretta da Eugenio Miccini, nº 1, ottobre 1969, pp. 50–58.
- Disegni di Graziano Braschi, Berlinghiero Buonarroti e Paolo della Bella su Humor graphic nº 14 “Contest”, rivista fondata da Luciano Consigli, settembre 1969.

### 1970
- Immagini umorgrafiche, cartella di serigrafie manuali a più colori, stampate dal Gruppo Stanza nella tiratura di 30 copie numerate, con presentazione di Mario De Micheli.
- Braschi.Buonarroti. Della Bella: Gruppo Stanza. Testo di Roberto Coppini. Stampato in proprio dal Gruppo Stanza nel dicembre 1970, pp. 36. Disegni e riproduzioni di serigrafie di Graziano Braschi, Berlinghiero Buonarroti, Paolo della Bella.
- Settantaquattro: umorismo grafico del Gruppo Stanza, volume di 80 pagine stampato dal Gruppo Stanza in serigrafia manuale in 200 copie numerate. Prefazione di Giambattista Vicari.

### 1972
- La pulce nell'orecchio. Catalogo della mostra di umorismo grafico organizzata dal Gruppo Stanza e dal Circolo Buonarroti-Firenze, pp. 47.
- Disegni di Graziano Braschi, Berlinghiero Buonarroti e Paolo della Bella, su Humor Graphic – Ecologie, N. 15, Humor Graphic Edizioni, maggio 1972.

### 1975
- Vi ricordate quel 18 aprile... La DC a fumetti. Prefazione di Pietro Bertoli. Editrice Centro di Documentazione Pistoia, pp. 16 n.n. “Collana Ca Balà”. Disegni di Crazy (Graziano Braschi), Berlinghiero Buonarroti e Paolo della Bella.
- Aborti si nasce, abortisti si diventa. A cura del Gruppo Stanza. Disegni di Graziano Braschi, Berlinghiero Buonarroti e Paolo della Bella. Editrice Centro di documentazione Pistoia.

### 1979 – 1983
- Collaborazioni del Gruppo Stanza a "Fogli di Fiesole" e "Fiesole Democratica", compresa la rubrica "Humour mon amour", 8 puntate curate da Berlinghiero Buonarroti su vari umoristi.

### 1982
- Humour mon amour. Rassegna di umorismo grafico 1940-1982. Con "Le 500 giornate dell'umorismo. Cronologia essenziale dei maggiori avvenimenti nella galassia humour e dintorni negli ultimi quarant'anni" a cura del Gruppo Stanza (Berlinghiero Buonarroti), pp. 17–49. Il Candelaio Edizioni, pp. 96, ill.

## Mostre
- 1969, Firenze: Collettiva “Il quadro e il teatro. 25 artisti fiorentini”, S.M.S. A. Del Sarto Firenze, 6 - 10 febbraio. Fra i partecipanti: Dario Fo, Gruppo Teatro d’Ottobre.
- 1969, San Giovanni Valdarno (AR): Galleria d’Arte Moderna Il Ponte di Vincenzo Alibrandi, 15-28 marzo 1969. Catalogo “Braschi Buonarroti Della Bella” con presentazione di Umberto Eco e testo teorico del Gruppo Stanza.
- 1969, Compiobbi (Firenze): Circolo La Pace, Mostra di serigrafie del Gruppo Stanza con presentazione del volume Settantuno, 5-13 aprile 1969. Testo del Gruppo Stanza.
- 1969, Venezia: Galleria d’Arte Moderna Il Triglione, 20-31 agosto 1969. Serigrafie del Gruppo Stanza, testo teorico del Gruppo Stanza.
- 1969, Firenze: Galleria Inquadrature, 13-22 dicembre 1969. Esposizione del Gruppo Stanza (“... una gran multitudine di opere...”).
- 1971, Firenze: Presentazione di Piero Santi della cartella di serigrafie del Gruppo Stanza "Immagini umorgrafiche", Libreria Feltrinelli Firenze, 27 febbraio 1971.
- 1971, Firenze: Mostra del G. S. MAF, Firenze, Le Cascine, 24 agosto, con grafica del Gruppo Stanza.
- 1971, Milano: Mostra della grafica del Gruppo Stanza alla Galleria Agrifoglio, 5 novembre 1971; presentazione di Mario Spinella.
- 1971, Firenze: Studio d'arte Il Moro, via del Moro, mostra di disegni satirici di diversi artisti, fra cui Graziano Braschi, Berlinghiero Buonarroti e Paolo della Bella; sulla locandina testo "Prontuario per il critico d'arte". Catalogo "Disegni satirici" con prefazione di Eugenio Miccini, ed. Arci - Studio d'arte il Moro - rivista Ca Balà, 20 novembre-3 dicembre 1971.
- 1971, Trento: Partecipazione del Gruppo Stanza alla Rassegna della esoeditoria italiana. Catalogo della esposizione internazionale, Trento, Pro cultura editrice, ottobre 1971.
- 1972, Firenze: Casa del Popolo Buonarroti, Piazza de' Ciompi, Mostra di umorismo grafico "La pulce nell'orecchio", 30 giugno-7 luglio 1972, Introduzione al dibattito "Satira politica e battaglia culturale" di Mario Spinella.
- 1973, Milano: Mostra “Istruzioni per il disuso”, Libreria Internazionale Einaudi di Milano, 1º marzo-13 marzo 1973, disegni di Graziano Braschi, Berlinghiero Buonarroti, Paolo della Bella. Catalogo con una lettera aperta a Valdo Aldovrandi a firma Gruppo Stanza.
- 1981, Ravenna: Mostra “Ca Balà, uno sguardo profondo. Dieci anni di grafica satirica”,  [Galleria La Bottega]  gennaio 1981, disegni di Graziano Braschi, Berlinghiero Buonarroti, Paolo della Bella.